# JP/Politikens Hus
JP/Politikens Hus er en dansk medievirksomhed, der bl.a. udgiver dagbladene Jyllands-Posten, Politiken og Ekstra Bladet. I 2023 havde koncernen en omsætning på 3.863 mio. kr. og 2.915 ansatte. Den administrerende direktør er Stig Ørskov. JP/Politikens Hus ejer desuden 49,9 pct. af Dagbladet Børsen, 51 pct af Dansk Avis Omdeling (DAO) og står bag en lang række erhvervsmedier bl.a. Finans og Watch Medier.
JP/Politikens Hus blev dannet 1. januar 2003 som en fusion mellem Politikens Hus og Jyllands-Posten. Selskabet er ligeligt ejet af hhv. Jyllands-Posten Holding A/S og A/S Politiken Holding, der begge er fondsejede. JP/Politiken går ud af året 2022 med et millionoverskud.

## Dagblade, nyhedstjenester og lokalaviser
Foruden de landsdækkende dagblade Jyllands-Posten, Politiken og Ekstra Bladet udgiver JP/Politikens Hus også 68 lokalaviser i Danmark og Skåne igennem datterselskabet Jyllands-Postens Lokalaviser. Koncernen ejer desuden Watch Medier og netmediet Finans samt dele af InfoMedia og Ritzaus Bureau.
JP/Politikens Hus' forsøg på at overtage Dagbladet Børsen mislykkedes på grund af betænkeligheder hos konkurrencemyndighederne. I stedet nøjedes koncernen med at købe 49,9 % af virksomheden fra ejeren, Bonnier.
Som svar på gratisavis-satsningen Nyhedsavisen, som bl.a. det islandske Baugur Group stod bag, lancerede JP/Politiken i 2006 sin egen gratisavis, 24timer. Den fusionerede i maj 2008 med metroXpress og blev siden lukket.
I september 2018 udkom ugeavisen Børneavisen for første gang.

## Forlag og boghandel
Koncernen driver Politikens Forlag, Jyllands-Postens Forlag, Ekstra Bladets Forlag og boghandlen Politikens Boghal. I august 2017 købte JP/Politikens Hus også forlagene Hr. Ferdinand, C&K Forlag og Don Max.
Desuden ejer JP/Politikens Hus netboghandlen Saxo.com. JP/Politikens Hus ejer også Politiken Books (tidligere Riidr), der forhandler e-bøger og lydbøger samt har streamingtjenesten Politiken Books Streaming.

## Annoncer for prostitution, jobs og biler
JP/Politikens Hus formidler annoncer for prostitution via EscortGuide.dk (og tidligere også i Ekstra Bladet og Side6.dk). Desuden ejer koncernen jobportalen Jobzonen og en del af markedspladsen Bilzonen samt marketingbureauet Smart Response.

## Trykkeri og distribution
JP/Politikens Hus ejer trykkeriet Erritsø Tryk A/S. Desuden ejer koncernen distributionsselskaberne A/S Bladkompagniet (sammen med Berlingske Media) og Dansk Avis Omdeling (sammen med Jysk Fynske Medier).

## Ekstern henvisning
- JP/Politikens Hus' hjemmeside

55°40′37″N 12°34′06.6″Ø / 55.67694°N 12.568500°Ø